# Chợ Lớn (tỉnh)

Bản đồ hạt Chợ Lớn năm 1882

Chợ Lớn là một tỉnh cũ ở Nam Bộ Việt Nam. Tỉnh Chợ Lớn được chính quyền thực dân Pháp thành lập vào ngày 20 tháng 12 năm 1899, chính thức đi vào hoạt động từ ngày 1 tháng 1 năm 1900 và bị mất tên gọi đơn vị hành chính cấp tỉnh kể từ ngày 22 tháng 10 năm 1956 cho đến nay.

## Thời Pháp thuộc

### Trước năm 1900
Sau khi xâm chiếm xong tỉnh Gia Định của nước Đại Nam độc lập vào ngày 28 tháng 2 năm 1861, trong thời gian đầu chính quyền Pháp tạm thời duy trì các phủ (département), huyện (arrondissement) trực thuộc tỉnh. Đồng thời chính quyền Pháp từng bước tổ chức hệ thống hành chính mới, nhằm thực hiện mục tiêu xây dựng chế độ cai trị trực tiếp tại vùng chiếm đóng.
Trên địa bàn tỉnh Gia Định (đến ngày 16 tháng 8 năm 1867 đổi tên thành tỉnh Sài Gòn), chính quyền Pháp thành lập các đơn vị hành chính trực thuộc, trong đó có thành phố Sài Gòn, thành phố Chợ Lớn, hạt thanh tra Sài Gòn và hạt thanh tra Chợ Lớn. Bên dưới các hạt thanh tra tại Nam Kỳ chia thành tổng (canton), tổng chia thành thôn (village).
Hạt thanh tra Chợ Lớn thành lập từ ngày 16 tháng 8 năm 1867 theo nghị định của Thống đốc Nam Kỳ, trên địa bàn của huyện Tân Long thuộc phủ Tân Bình, tỉnh Sài Gòn; có năm tổng: Tân Phong Trung, Tân Phong Hạ, Long Hưng Thượng, Long Hưng Trung, Long Hưng Hạ; với tổng số 83 thôn; dân số năm 1870 là 70.522 người.
Ngày 5 tháng 6 năm 1871, hạt thanh tra Chợ Lớn đổi tên thành hạt tham biện Chợ Lớn (l'arrondissement de Cholon); đồng thời nhận thêm sáu tổng là Phước Điền Thượng, Phước Điền Trung, Phước Điền Hạ, Lộc Thành Thượng, Lộc Thành Trung, Lộc Thành Hạ của hạt thanh tra Cần Giuộc giải thể, tổng Cầu An Hạ của hạt thanh tra Trảng Bàng giải thể và một phần tổng Cửu Cư Thượng của hạt thanh tra Tân An.
Ngày 24 tháng 8 năm 1876, hạt Sài Gòn đổi tên thành hạt Bình Hòa. Ngày 16 tháng 12 năm 1885, hạt Bình Hòa đổi tên thành hạt Gia Định theo quyết định của Thống đốc Nam Kỳ.
Ngày 16 tháng 1 năm 1877, hạt Chợ Lớn trả lại tổng Cửu Cư Thượng cho hạt Tân An. Đến ngày 24 tháng 2 năm 1885, hạt Chợ Lớn nhận thêm tổng Dương Hòa Trung từ hạt Sài Gòn; ngày 12 tháng 1 năm 1888 nhận thêm tổng Dương Minh từ hạt Hai Mươi giải thể. Ngày 2 tháng 5 năm 1888, giải thể hai tổng: Dương Hòa Trung và Tân Phong Trung; các làng trực thuộc nhập vào tổng Dương Minh và tổng Long Hưng Thượng.

### Sau năm 1900
Theo Nghị định ngày 20 tháng 12 năm 1899 của Toàn quyền Đông Dương đổi tất cả các hạt tham biện (arrondissement) thành tỉnh (province) thì từ ngày 1 tháng 1 năm 1900, hạt tham biện Chợ Lớn trở thành tỉnh Chợ Lớn (province de Cholon). Tuy tỉnh Chợ Lớn là đơn vị hành chính riêng biệt với thành phố Chợ Lớn, nhưng tỉnh lỵ vẫn đặt chung trong thành phố Chợ Lớn (ville de Cholon). Vì lý do này mà trong nhiều thời kỳ vị Thị trưởng Chợ Lớn kiêm nhiệm luôn chức vụ Chủ tỉnh Chợ Lớn. Như vậy, Chợ Lớn là một trong 20 tỉnh ở Nam Kỳ lúc bấy giờ.
Ngày 7 tháng 12 năm 1901, chia tách tổng Cầu An Hạ, lập mới tổng Cầu An Thượng. Ngày 31 tháng 12 năm 1907, giải thể tổng Dương Minh; các làng trực thuộc nhập vào tổng Tân Phong Hạ và thành phố Sài Gòn.
Năm 1909, thực dân Pháp lần lượt thiết lập các Sở đại lý (tương đương cấp quận) trực thuộc tỉnh Chợ Lớn, trong đó có các Sở đại lý Cần Giuộc và Rạch Kiến. Riêng Sở đại lý Đức Hòa được thành lập từ năm 1913. Tên gọi các Sở đại lý được lấy theo tên gọi nơi đặt lỵ sở lúc bấy giờ. Năm 1923, do lỵ sở dời từ Rạch Kiến về Cần Đước, Sở đại lý Rạch Kiến lại đổi tên thành Sở đại lý Cần Đước. Từ năm 1928, các Sở đại lý đều được chuyển thành các quận trực thuộc tỉnh Chợ Lớn.
Quận Châu Thành thuộc tỉnh Chợ Lớn (đơn vị hành chính riêng biệt với thành phố Chợ Lớn) được thành lập vào năm 1918 với lỵ sở (quận lỵ) đặt chung trong thành phố Chợ Lớn, đến năm 1930 đổi tên thành quận Trung Quận hay còn gọi là quận Trung ương. Từ ngày 04 tháng 2 năm 1947, lại đổi thành quận Gò Đen, do quận lỵ dời về thị tứ mang tên này, vốn thuộc địa bàn làng Phước Lợi (tuy nhiên tên gọi quận Trung Quận vẫn thông dụng hơn). Quận Gò Đen có bốn tổng: Tân Phong Hạ, Long Hưng Thượng, Long Hưng Trung và Long Hưng Hạ.
Năm 1930, tỉnh Chợ Lớn có dân số 227.588 người, bao gồm bốn quận trực thuộc: 
- Quận Cần Đước gồm ba tổng Lộc Thành Thượng, Lộc Thành Trung và Lộc Thành Hạ. Quận lỵ: Cần Đước (thuộc làng Tân Lân)
- Quận Cần Giuộc gồm ba tổng: Phước Điền Thượng, Phước Điền Trung và Phước Điền Hạ. Quận lỵ: Cần Giuộc (thuộc làng Trường Bình)
- Quận Đức Hòa gồm hai tổng: Cầu An Thượng và Cầu An Hạ. Quận lỵ: Đức Hòa (thuộc làng Đức Hòa)
- Quận Trung Quận gồm bốn tổng: Tân Phong Hạ, Long Hưng Thượng, Long Hưng Trung và Long Hưng Hạ. Quận lỵ: Chợ Lớn

Ngày 27 tháng 4 năm 1931, Tổng thống Pháp ký sắc lệnh hợp nhất thành phố Sài Gòn và thành phố Chợ Lớn thành một đơn vị hành chính mới gọi là Khu (một số tài liệu gọi là "Địa phương") Sài Gòn - Chợ Lớn (Région Saigon - Cholon ou Région de Saigon - Cholon). Ngày 30 tháng 6 năm 1951, Thủ tướng Quốc gia Việt Nam ký sắc lệnh số 311-cab/SG đổi tên Khu Sài Gòn - Chợ Lớn thành Đô thành Sài Gòn - Chợ Lớn (Préfecture Saigon - Cholon ou Préfecture de Saigon - Cholon ou Ville-capitale de Saigon - Cholon).
Quận Bình Xuyên thuộc tỉnh Chợ Lớn tồn tại trong các thời gian từ ngày 2 tháng 5 năm 1933 đến tháng 12 năm 1944 và từ tháng 1 năm 1953 đến ngày 22 tháng 10 năm 1956, do tách ra tổng Tân Phong Hạ của quận Trung Quận. Sau đó quận Bình Xuyên giải thể, trả lại tổng Tân Phong Hạ cho quận Trung Quận như cũ.
Dân số tỉnh Chợ Lớn năm 1901 là 184.151 người, và theo kết quả điều tra dân số năm 1916 là 212.536 người, theo điều tra dân số ngày 15 tháng 2 năm 1920 là 205.657 người.

## Giai đoạn 1945-1956
Trong kháng chiến chống Pháp, về hành chính chính quyền Việt Nam Dân chủ Cộng hòa đổi "quận" thành "huyện", đổi "làng" thành "xã"; bỏ cấp "tổng". Lúc này, quận Trung Quận cũng được đổi thành huyện Trung Huyện.
Tháng 8 năm 1950, lập đặc khu Sài Gòn - Chợ Lớn bao gồm thành phố Sài Gòn - Chợ Lớn (tức Đô thành Sài Gòn - Chợ Lớn), tỉnh Gia Định và huyện Trung Huyện của tỉnh Chợ Lớn hợp nhất. Ngày 27 tháng 6 năm 1951, Ủy ban Kháng chiến Hành chính Nam Bộ (thuộc chính quyền Việt Nam Dân chủ Cộng hòa) nhập hai tỉnh Chợ Lớn và Bà Rịa thành tỉnh Bà Rịa - Chợ Lớn, có khi gọi tắt là tỉnh Bà Chợ. Tỉnh Bà Rịa - Chợ Lớn thuộc Phân liên khu Miền Đông, Liên khu Nam Bộ.
Cũng trong tháng 6 năm 1951 tách khỏi đặc khu ba huyện Hóc Môn, Gò Vấp, Trung Huyện nhập vào tỉnh Gia Định Ninh (gồm hai tỉnh Gia Định và Tây Ninh cũ), huyện Thủ Đức nhập vào tỉnh Thủ Biên (gồm hai tỉnh Thủ Dầu Một và Biên Hòa cũ) và huyện Nhà Bè nhập vào tỉnh Bà Rịa - Chợ Lớn đều mới lập. Ba tỉnh mới này tồn tại đến tháng 7 năm 1954 thì giải thể, phân chia đơn vị hành chính trở lại giống như thời gian trước tháng 8 năm 1950.
Ban đầu, chính quyền Quốc gia Việt Nam và sau đó là Việt Nam Cộng hòa vẫn duy trì tên gọi tỉnh Chợ Lớn và Đô thành Sài Gòn - Chợ Lớn như thời Pháp thuộc.

## Sau năm 1956
Ngày 22 tháng 10 năm 1956, Tổng thống Việt Nam Cộng hòa Ngô Đình Diệm ký Sắc lệnh 143/VN để " thay đổi địa giới và tên Đô thành Sài Gòn – Chợ Lớn cùng các tỉnh và tỉnh lỵ tại Việt Nam". Địa giới và địa danh các tỉnh ở miền Nam thay đổi nhiều, một số tỉnh mới được thành lập. Theo Sắc lệnh này, địa phận Việt Nam Cộng Hoà gồm Đô thành Sài Gòn và 22 tỉnh. Lúc này, tỉnh Tân An hợp nhất với phần lớn đất đai tỉnh Chợ Lớn để thành lập tỉnh mới có tên là tỉnh Long An.
Cũng theo Sắc lệnh này, Đô thành Sài Gòn - Chợ Lớn đổi tên thành Đô thành Sài Gòn. Như vậy tên gọi "Chợ Lớn" không còn được dùng chính thức trong các tên gọi hành chính cấp tỉnh nữa. Kể từ đây, địa danh "Chợ Lớn" chỉ còn được dùng để chỉ toàn bộ khu vực quận 5 và quận 6 của Đô thành Sài Gòn (sau năm 1976 là Thành phố Hồ Chí Minh).
Ngày 8 tháng 4 năm 1957, ba tổng: Tân Phong Hạ, Long Hưng Thượng và Long Hưng Trung thuộc quận Gò Đen (quận Trung Quận) (sáp nhập thêm 3 xã của tổng Phước Điền Thượng, quận Cần Giuộc là Hưng Long, Qui Đức và Tân Quý Tây) của tỉnh Chợ Lớn giải thể được sáp nhập vào tỉnh Gia Định, lập nên quận Bình Chánh mới. Riêng tổng Long Hưng Hạ cùng quận Gò Đen (quận Trung Quận) cũ, nhập vào quận Bến Lức mới lập của tỉnh Long An. Như vậy cũng từ năm 1957, quận Gò Đen chính thức bị giải thể.
Tháng 7 năm 1957, Liên Tỉnh ủy Tân An – Chợ Lớn thuộc chính quyền Mặt trận dân tộc giải phóng miền Nam Việt Nam (sau này là Chính phủ Cách mạng lâm thời Cộng hòa Miền Nam Việt Nam) cũng quyết định hợp nhất hai tỉnh Chợ Lớn và Tân An thành tỉnh Long An, giống như phía chính quyền Việt Nam Cộng hòa đã thực hiện vào cuối năm 1956.
Địa bàn tỉnh Chợ Lớn cũ hiện nay tương ứng với một phần các quận, huyện Bình Tân, Bình Chánh của Thành phố Hồ Chí Minh; các huyện Cần Giuộc, Cần Đước, Đức Hòa và một phần huyện Bến Lức của tỉnh Long An.

## Phân chia hành chính

### Năm 1897
Toàn tỉnh Chợ Lớn được chia thành 12 tổng:
1. Tổng Cầu An Hạ có 11 làng: An Ninh, Đức Hòa, Đức Lập, Hiệp Hòa, Hòa Khánh, Hựu Thạnh, Lộc Giang, Lương Hòa, Mỹ Hạnh, Tân Mỹ, Tân Phú Thượng
2. Tổng Long Hưng Thượng có 7 làng: An Lạc, Bình Trị Đông, Phú Định, Tân Kiên, Tân Nhựt, Tân Hòa Đông, Tân Tạo
3. Tổng Long Hưng Trung có 4 làng: An Phú Tây, Bình Chánh, Mỹ Yên, Tân Túc
4. Tổng Long Hưng Hạ có 6 làng: An Thạnh, Long Hiệp, Long Phú, Phước Lợi, Tân Bửu, Thanh Hà
5. Tổng Phước Điền Thượng có 6 làng: Hưng Long, Long Thượng, Phước Lý, Quy Đức, Tân Kim, Tân Quý Tây
6. Tổng Phước Điền Trung có 6 làng: Kế Mỹ, Mỹ Lộc, Phước Hậu, Phước Lâm, Thuận Thành, Trường Bình
7. Tổng Phước Điền Hạ có 8 làng: Đông Thạnh, Long Đức Đông, Long Hậu Tây, Long Phụng, Phước Lai, Phước Vĩnh Đông, Phước Vĩnh Tây, Tân Tập
8. Tổng Lộc Thành Thượng có 6 làng: Long Cang, Long Định, Long Hòa, Long Khê, Long Trạch, Phước Văn
9. Tổng Lộc Thành Trung có 4 làng: Long Sơn, Mỹ Lệ, Tân Trạch, Tân Lân
10. Tổng Lộc Thành Hạ có 6 làng: Phước Tuy, Long Hựu, Phước Yên, Phước Yên Đông, Tân Ân, Tân Chánh
11. Tổng Dương Minh có 3 làng: Chánh Hưng, Tân Hòa, Khánh Hội
12. Tổng Tân Phong Hạ có 5 làng: An Phú, Bình Đăng, Bình Đông, Đa Phước, Phong Đước

### Năm 1939
Tỉnh Chợ Lớn được chia thành 4 quận:
1. Quận Trung Quận có 4 tổng với 20 làng:
- Tổng Tân Phong Hạ có 5 làng: An Phú, Bình Đăng, Chánh Hưng, Đa Phước, Phong Đước
- Tổng Long Hưng Thượng có 5 làng: An Lạc, Bình Trị Đông, Tân Nhựt, Tân Kiên, Tân Tạo
- Tổng Long Hưng Trung có 4 làng: An Phú Tây, Bình Chánh, Mỹ Yên, Tân Túc
- Tổng Long Hưng Hạ có 6 làng: An Thạnh, Long Hiệp, Long Phú, Phước Lợi, Tân Bửu, Thanh Hà

2. Quận Cần Đước có 3 tổng với 15 làng:
- Tổng Lộc Thành Thượng có 6 làng: Long Cang, Long Định, Long Hòa, Long Khê, Long Trạch, Phước Vân
- Tổng Lộc Thành Trung có 4 làng: Long Sơn, Mỹ Lệ, Tân Trạch, Tân Lân
- Tổng Lộc Thành Hạ có 5 làng: Long Hựu, Phước Đông, Phước Tuy, Tân Ân, Tân Chánh

3. Quận Cần Giuộc có 3 tổng với 19 làng:
- Tổng Phước Điền Thượng có 6 làng: Hưng Long, Long Thượng, Phước Lý, Quy Đức, Tân Kim, Tân Quý Tây
- Tổng Phước Điền Trung có 5 làng: Long An, Mỹ Lộc, Phước Hậu, Thuận Thành, Trường Bình
- Tổng Phước Điền Hạ có 8 làng: Đông Thành, Long Đức Đông, Long Hậu Tây, Long Phụng, Phước Lai, Phước Vĩnh Đông, Phước Vĩnh Tây, Tân Tập

4. Quận Đức Hòa có 2 tổng với 11 làng:
- Tổng Cầu An Thượng có 6 làng: An Ninh, Đức Lập, Hiệp Hòa, Lộc Giang, Tân Mỹ, Tân Phú Thượng
- Tổng Cầu An Hạ có 5 làng: Đức Hòa, Hòa Khánh, Hựu Thạnh, Lương Hòa, Mỹ Hạnh